# Sara Choi
Sara Choi (25 giugno 2003) è una sciatrice alpina sudcoreana ipovedente, che gareggia nella categoria B2, vincitrice di due medaglie di bronzo ai Campionati mondiali di Lillehammer 2021.

## Biografia
Nata senza iride in entrambi gli occhi, Choi ha iniziato a praticare lo sport nel 2015, insieme alla sorella gemella in un campo di sci paralimpico e successivamente è stata incoraggiata dall'allenatore a intraprendere lo sport a livello agonistico. Ha gareggiato nel club Seoul Para Ski Association ed è stata allenata nella nazionale da Lee Jung-Geun.
Ha partecipato a competizioni a livello nazionale nel nuoto paralimpico. Anche sua sorella gemella Gilla ha rappresentato la Repubblica di Corea nello sci alpino paralimpico.

## Carriera
Choi ha gareggiato ai Campionati mondiali di sci paralpino 2021 che si sono svolti a Lillehammer, in Norvegia, vincendo la medaglia di bronzo negli eventi di discesa libera e supercombinata.
È stata una delle portabandiere paralimpiche alla cerimonia di apertura dei Giochi paralimpici invernali del 2018 a Pyeongchang.
Ha rappresentato la Corea del Sud alle Paralimpiadi invernali del 2022 a Pechino, in Cina; ai Mondiali di Espot 2023 si è classificata 4ª nella discesa libera,5ª nel supergigante, 7ª nello slalom gigante, 4ª nella combinata e non ha completato lo slalom speciale.

## Palmarès

### Campionati mondiali
- 2 medaglie:
  - 2 bronzi (discesa libera e supercombinata a Lillehammer 2021)